# Crouay
Crouay – miejscowość i gmina we Francji, w regionie Normandia, w departamencie Calvados.
Według danych na rok 1990 gminę zamieszkiwały 444 osoby, a gęstość zaludnienia wynosiła 57 osób/km² (wśród 1815 gmin Dolnej Normandii Crouay plasuje się na 476. miejscu pod względem liczby ludności, natomiast pod względem powierzchni na miejscu 661.).